# Емма Моффатт
Емма Моффатт  (англ. Emma Moffatt; 7 вересня 1984) — австралійська тріатлоністка. Олімпійська медалістка, дворазова чемпіонка світу. 

## Із біографії
Емма Моффатт народилася в Морі (Новий Південний Уельс), і виросла в місті Вулгулга на півночі цього штату.
З юних років брала участь у змаганнях з кросу, легкої атлетики і серфінгу. Потіч почала займатися тріатлоном.
1 липня 2012 року посіла друге місце в бігу на 10 кілометрів (6,2 милі) в Голд-Кості (штат Квінсленд), фінішувавши після Лізи Джейн Вейтман. 
На Іграх Співдружності 2014 року входила до складу команди, яка в міксті виграла бронзу. 
Виграла бронзову медаль на літніх Олімпійських іграх 2008 року в Пекіні й золото на чемпіонатах світу ITU з тріатлону у 2009 і 2010 роках.

## Досягнення
- Бронзова призерка Олімпійських ігор (1): 2008
- Чемпіонка світу (2): 2009, 2010

## Статистика
Статистика виступів на головних турнірах світового тріатлону:
| Дата | Назва турніру                 | Місце | Очки     | Примітки |
| ---- | ----------------------------- | ----- | -------- | -------- |
| 2005 | Молодіжний чемпіонат світу    | 4     | 02:05:41 |          |
| 2006 | Молодіжний чемпіонат світу    | 2     | 02:08:21 |          |
| 2007 | Чемпіонат світу               | 4     | 01:54:54 |          |
| 2007 | Кубок світу                   | 2     | 259      | [ 6 ]    |
| 2008 | Чемпіонат світу               | 5     | 02:02:34 |          |
| 2008 | Олімпійські ігри              | 3     | 01:59:55 |          |
| 2008 | Кубок світу                   | 7     | 174      | [ 7 ]    |
| 2009 | Чемпіонат світу (естафета)    | 2     | 00:20:23 |          |
| 2009 | Світова серія                 | 1     | 4340     | [ 8 ]    |
| 2010 | Чемпіонат світу (спринт)      | 2     | 00:58:16 |          |
| 2010 | Світова серія                 | 1     | 3805     |          |
| 2011 | Чемпіонат світу (спринт)      | 24    | 01:00:18 |          |
|      | Чемпіонат світу (естафета)    | 5     | 00:18:14 |          |
| 2011 | Світова серія                 | 7     | 2611     |          |
| 2012 | Олімпійські ігри              | DNF   | —        |          |
| 2012 | Світова серія                 | 11    | 2856     |          |
| 2013 | Чемпіонат світу (естафета)    | 4     | 00:20:10 |          |
| 2013 | Світова серія                 | 6     | 2906     |          |
| 2014 | Ігри Співдружності            | 7     | 02:01:31 |          |
|      | Ігри Співдружності (естафета) | 3     | 00:19:29 |          |
| 2014 | Світова серія                 | 17    | 1965     |          |
| 2015 | Світова серія                 | 10    | 2720     |          |
| 2016 | Олімпійські ігри              | 6     | 01:57:55 |          |
| 2016 | Світова серія                 | 20    | 1647     |          |

## Галерея

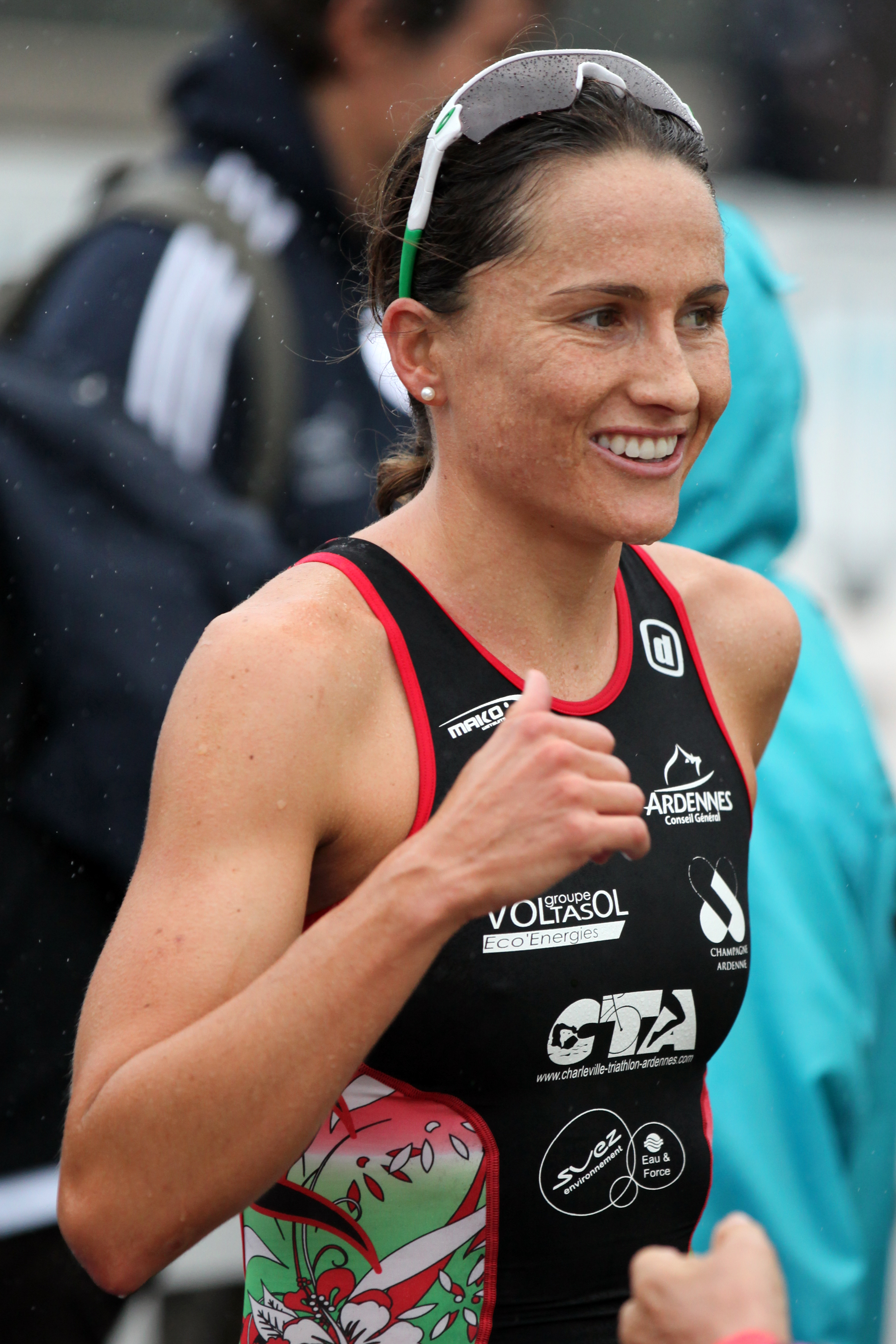
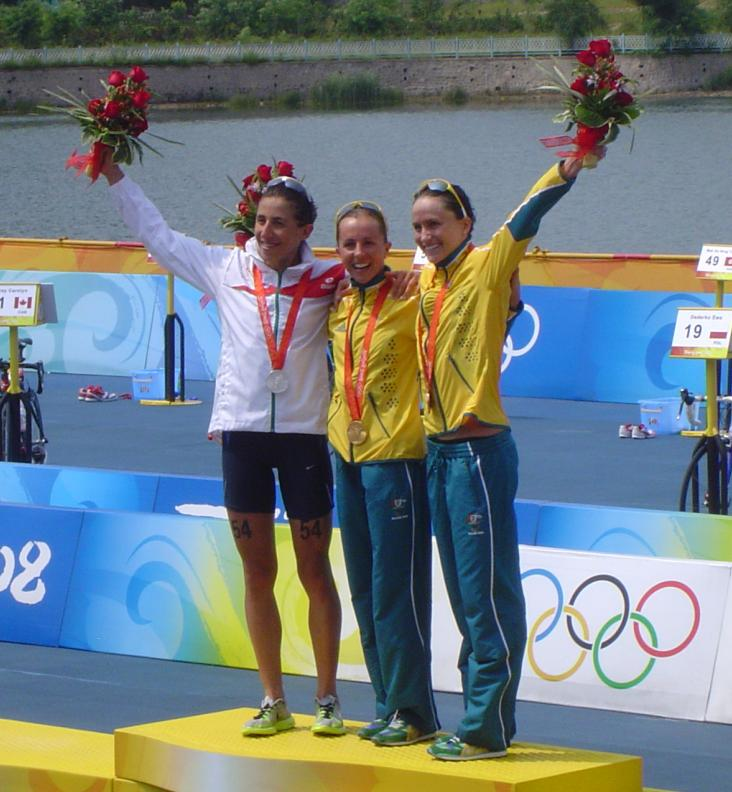
Призери Олімпіади-2008 у Пекіні.
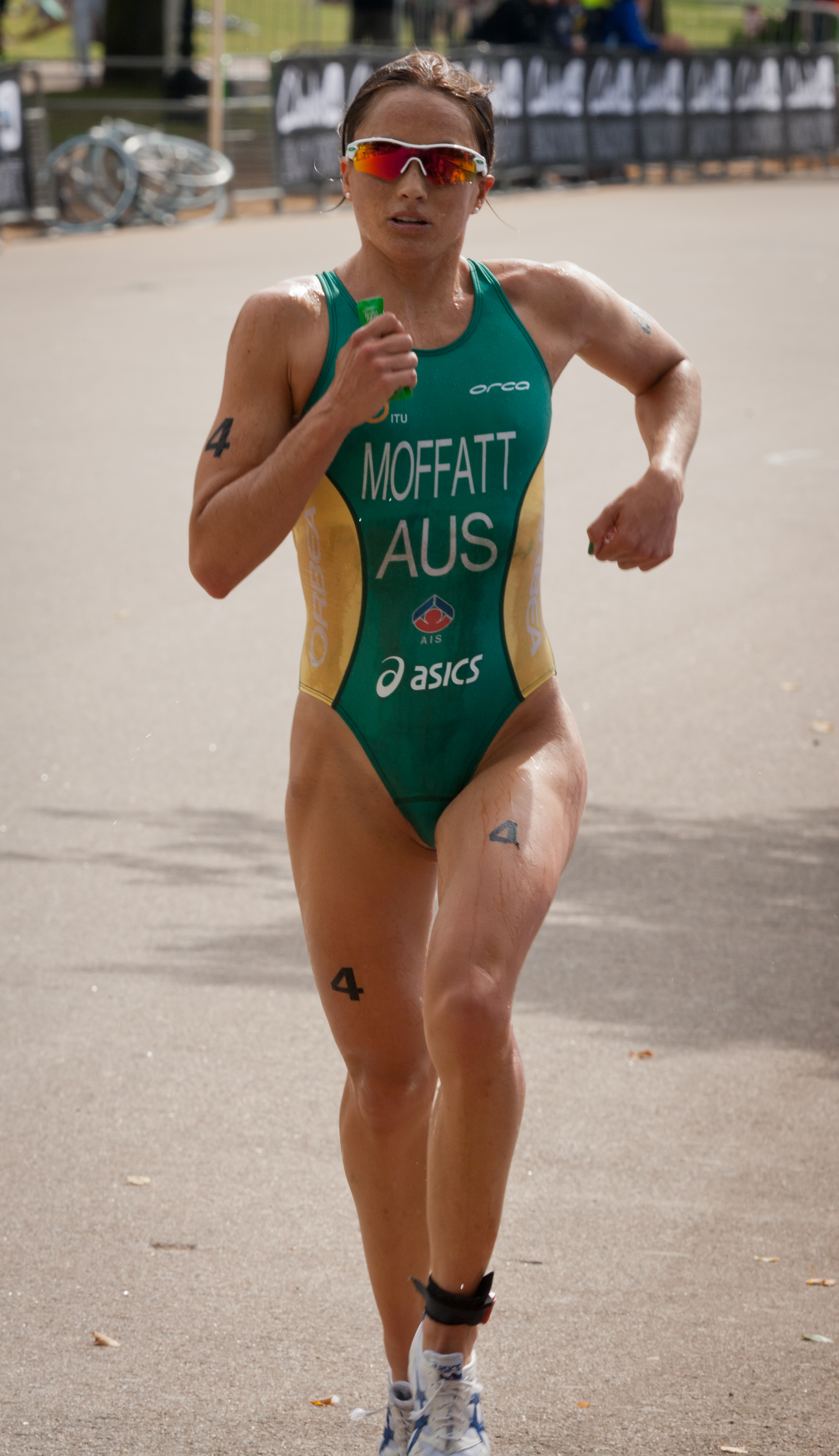